# Гуцалюк, Алексей Лукьянович
Алексей Лукьянович Гуцалюк (1910—1980) — советский хозяйственный, государственный и политический деятель, Герой Социалистического Труда.

## Биография
Родился в 1910 году в селе Ружичанка. Член КПСС.
С 1925 года — на хозяйственной, общественной и политической работе. В 1925—1974 гг. — работник свекловичной плантации, колхозник колхоза «Бджильник», забойщик шахты № 10 в Горловке, секретарь комсомольской организации села Череповая, красноармеец в частях ПВО, председатель колхоза «Коммунар» Ружичнянского района Хмельницкой области.
Указом Президиума Верховного Совета СССР от 26 февраля 1958 года присвоено звание Героя Социалистического Труда с вручением ордена Ленина и золотой медали «Серп и Молот».
Умер в селе Ружичанка в 1980 году.